# Orijentalne priče
Orijentalne priče (fr. Nouvelles Orientales) je zbirka novela francusko-američke spisateljice Marguerite Yourcenar objavljena 1938., a proširena 1978. godine. Zbirka se sastoji od deset novela koje su bile objavljivane zasebno u književnim časopisima te zatim spojene u zbirku. U Hrvatskoj je Orijentalne Priče s francuskog preveo Živan Filippi 1999. godine.

## Nastanak i izvori
Za ovu je zbirku Yourcenar spojila kineske, japanske, hinduske i balkanske legende koje prikazuju tajanstvene moći ljubavi i umjetnosti, dviju stepenica kojima se čovjek penje kako bi nadišao svoje granice i, iznad smrti, pristupio tajnim i vječnim stvarnostima.
Kako Yourcenar objašnjava u post scriptumu zbirke, novela Kako se spasio Vang-Fo nadahnuta je jednom taoističkom basnom o staroj Kini. Markov osmijeh i Mlijeko smrti proistječu iz srednjovjekovnih balkanskih balada, a Kali kojoj su odrubili glavu potječe od neiscrpnog hinduskog mita. S druge strane, novele Čovjek koji je volio Nerejide i Udovica Afrodizija imaju kao polaznu točku različite događaje ili predrasude tadašnje Grčke (prva polovica 20. stoljeća). 
Nasuprot tome, Naša Gospa od lastavica osobna je maštarija autorice, rođena iz želje da se objasni ljupko ime jedne kapelice na atičkom zemljištu. U Posljednjoj ljubavi princa Žen-Šija lica i okvir priče posuđeni su, ne iz mita ili legende, već iz jednog velikog književnog teksta iz prošlosti, japanskog romana iz 11. stoljeća Genghi-Monogatari romansijerke Murasaki Šikibu.
Priča Markov kraj ima polazište u jednom odlomku srpske balade koja podsjeća na smrt junaka od ruke tajanstvenoga, svakidašnjeg i alegoričnog putnika-namjernika. Tuga Corneliusa Berga prema autorici uglavnom ni ne pripada ovoj zbirci, već je prvotno zamišljena kao zaključak nedovršenoga romana. 
Kali kojoj su odrubili glavu pojavila se u časopisu La Revue Européenne 1928. godine, Vang-Fo i Žen-Ši u La Revue de Paris 1936. i 1937., a tih istih godina pojavile su se i novele Markov osmijeh i Mlijeko smrti u Les Nouvelles Littéraires, a Čovjek koji je volio Nerejide u La Revue de France. Markov kraj pojavio se u La Nouvelle Revue Française 1978. godine.

## Hrvatska uOrijentalnim pričama
Marguerite Yourcenar imala je široku humanističku naobrazbu te je i sama dala prilog recepciji svjetske književnosti na francuskom govornom području. Orijentalne priče nastajale su na temelju tekstova koji su već bili prevedeni na francuski jezik, a među njima su bile prevedene i hrvatske balade, pučke i usmene priče. Poznato je da je Marguerite Yourcenar imala iznimnu metodu rada: pišući o balkanskoj tradiciji, nastojala je prikupiti riječi iz krajeva Hrvatske, Bosne i Hercegovine, Srbije i Crne Gore. 
Zanimanje za usmenu književnost s juga nekadašnje Jugoslavije tinjalo je već u mladim danima Marguerite Yourcenar i to posredstvom drugih umjetnosti, primjerice kiparstva. Naime, 1915. godine Yourcenar je posjetila izložbu hrvatskog kipara Ivana Meštrovića, što je bio njezin prvi susret sa slavenskom umjetnošću. U priči Markov osmijeh, jedan od likova, Francuz, spominje teritorij današnje Hrvatske koristeći nazivlje poput „dalmatinska obala” i „hrvatska zemlja”, a priča Mlijeko smrti započinje okvirom smještenim u Dubrovnik.
Orijentalne priče okupljaju „ono drugo” u odnosu na dominantu Europe vremena Marguerite Yourcenar. Orijent je područje hinduizma, budizma i islama, „drugoga” u odnosu na kršćanstvo, a legende o Kraljeviću Marku i o zidanju Skadra poslužile su za ilustraciju prostora i vremena koji opstoji na granici s tim „drugim”. Hrvatska kultura tu nije našla mjesto isključivo kao egzotična, nego kao europska riznica sjećanja na Orijent i ušla je u orijentalni krug ne kao krug, nego kao kružnica, kao potrebna linija koja oblikuje, kao granica koja je s jedne strane dio cjeline, ali s druge strane ju promatra izvana, a izbliza.

## Pripovijetke

#### Kako se spasio Vang-Fo
(fr. Comment Wang-Fô fut sauvé) U srednjovjekovnoj Kini, stari slikar imena Wang-Fô luta od sela do sela sa svojim učenikom Lingom. Jednog ih dana zaustavlja straža i vodi ih do Cara, koji Lingu kaže da će mu spaliti oči i odrezati ruke, ali da Ling prije toga mora završiti jednu sliku započetu u mladosti.

#### Markov osmijeh
(fr. Le Sourire de Marko) U crnogorskim brdima, brod plovi u unutrašnjost fjorda. Na palubi, grčki arheolog, egipatski paša i francuski inženjer razgovaraju o Marku Kraljeviću. Inženjer im priča o Markovu bijegu od Turaka koji su ga zarobili.

#### Mlijeko smrti
(fr. Le Lait de la mort) Tri brata grade toranj koji se često ruši. Seljaci im kažu da moraju žrtvovati jednu osobu i pokopati ju ispod tornja kako bi on ostao čvrst. Ne želeći žrtvovati nekoga nasumično, odluče da će to biti jedna od njihovih supruga: ona koja im donese ručak idući dan.

#### Posljednja ljubav princa Žen-Šija
(fr. Le Dernier Amour du prince Genghi) Žen-Ši Blistavi, slavni princ Azije, poznat je po svojoj ljepoti i nadarenosti diljem cijele Azije. Navršivši pedeset godina, odluči da mu je vrijeme da okonča svoj život. Odlučuje napustiti grad da provede svoje posljednje dane kao pustinjak pokraj jedne planine. 

#### Čovjek koji je volio Nerejide
(fr. L'Homme qui a aimé les Néréides) Na jednom grčkom otoku, Panégyotis, sin jednoga od najbogatijih seljaka na otoku, tražeći veterinara za svoje ovce, susreće Nereide, lijepa, ali opasna bića. Nereide ga zavedu te ih on prati i gubi razum, vid i glas. 

#### Naša Gospa od lastavica
(fr. Notre-Dame-des-hirondelles) Nimfe vode djecu za ruku kako bi plesale s njima na rubu litice, no redovnik Thérapion ih odlučuje otjerati.

#### Udovica Afrodizija
(fr. La Veuve Aphrodissia) Aphrodissia je izvana zahvalna osvetnicima koji su ubili zloglasnog pobunjenika, ali krije svoje suze jer je taj pobunjenik bio njezina velika ljubav.

#### Kali kojoj su odrubili glavu
(fr. Kâli décapitée) Boginji Kali ljubomorni su bogovi odrubili glavu te ju bacili zajedno s tijelom u pakao. Ubrzo su zbog toga požalili pa su otišli u pakao kako bi spojili njezinu glavu s tijelom i vratili ju u život. Slučajno su spojili njezinu glavu s tijelom prostitutke te Kali luta zemljom kao hibrid božanske čistoće i zemaljskog grijeha. Kada se njezino tijelo nagonski nudi muškarcima, njezino lice plače.

#### Kraj Marka Kraljevića
(fr. La Fin de Marko Kraliévitch) Sluga Marka Kraljevića priča priču o neobičnoj smrti toga junaka nakon objeda prilikom posjeta okupljanju prosjaka.

#### Tuga Corneliusa Berga
(fr. La Tristesse de Cornélius Berg) Slikar portreta Cornelius Berg, koji slika za novac, stari i više ne vidi ljepotu u ljudskom biću. Ne vidi ljepotu u onome što slika, pa se okreće slikanju mrtve prirode.